# Asterolibertia
Asterolibertia  es un género de hongos de la clase Asterinaceae. Se desconoce la relación de esta familia con otros taxones de la clase (incertae sedis).